# E3 2020
La Electronic Entertainment Expo 2020 (E3 2020) hauria estat la 26a Electronic Entertainment Expo, durant els quals els fabricants de maquinari, desenvolupadors de programari i editors de la indústria dels videojocs hauria presentat productes nous. L'esdeveniment, organitzat per Entertainment Software Association (ESA), s'havia de celebrar al Los Angeles Convention Center del 9 a l'11 de juny de 2020. No obstant això, a causa de les preocupacions sobre la pandèmia per coronavirus, l'ESA va anunciar que cancel·laria l'esdeveniment, marcant la primera vegada des del llançament de l'E3 el 1995 que no es va celebrar. En lloc d'això, diversos editors van planejar continuar amb presentacions d'anuncis de jocs durant el període previst per a l'E3, mentre que altres van optar per utilitzar màrqueting més tradicional durant tot l'any.

## Format i canvis
Els dies previs a l'esdeveniment, els principals venedors de maquinari i programari havien d'organitzar rodes de premsa en llocs propers, on introduirien nou maquinari i jocs que estarien exposats a la sala de l'expositor durant l'esdeveniment real. Dins del període de l'esdeveniment, els assistents haurien pogut veure aquests productes a la sala de l'expositor, sovint incloses demostracions de jocs jugables, assistir a presentacions especials ofertes per empreses i, en alguns casos, tenir reunions privades amb empreses sobre els seus productes. El periodisme E3 és sovint utilitzat per periodistes de publicacions de videojocs i influents de les xarxes socials per proporcionar comentaris inicials sobre aquests nous jocs. Això també permet al detall, planificant quins productes comprar durant la resta de l'any, especialment per als períodes crítics de Nadal i vacances.
L'E3 2020 havia de continuar oferint passis públics a l'esdeveniment, tot i que el nombre ofert va augmentar a 25.000, passant de 15.000 a l'esdeveniment anterior de l'E3.
L'ESA va declarar que tenien previst revisar el format de l'E3 2020 per incloure més interactivitat als assistents i reflectir el públic canviant de l'espectacle i que volia convertir-lo en un "festival de fans, mitjans de comunicació i influenciadors". L'ESA va declarar que l'esdeveniment seria "un espectacle emocionant i d'alta energia amb noves experiències, socis, espais d'expositors, activacions i programació que entretindrà als assistents nous i veterans per igual". El president de l'ESA, Stanley Pierre-Louis, va dir que es van inspirar en el moment de Keanu Reeves des de l'E3 2019 com el tipus d'esdeveniment per al qual no poden planificar però prosperar i que volien crear més oportunitats per a esdeveniments similars en el futur. Part d'això s'hauria aconseguit portant més "jugadors famosos" a diverses facetes de l'exposició. Entre els socis creatius de l'ESA s'havia inclòs iam8bit com a directors creatius. No obstant això, a principis de març de 2020, iam8bit va anunciar que s'havien retirat com a directors creatius de l'espectacle.
Sony Interactive Entertainment, que s'havia presentat a cada E3 fins a l'E3 2019, va declarar que no assistiria a l'E3 el 2020 per segon any consecutiu, ja que la nova visió del programa no complia els seus objectius i, en canvi, es presentaran en una sèrie d'esdeveniments menors al llarg de l'any. La divisió Xbox de Microsoft va afirmar que assistiria al programa, on s'esperava que es donessin més detalls de la quarta generació de les consoles Xbox, inclosa la Xbox Series X amb el llançament previst a finals del 2020, s'anunciaria.
Geoff Keighley, qui havia organitzat i organitzat l'E3 Coliseum, un esdeveniment en directe al llarg de l'E3 amb entrevistes amb desenvolupadors i editors, des de l'E3 2017, va dir que havia decidit no participar aquest any ni formar part de l'E3, la primera vegada en vint-i-cinc anys. Pierre-Louis va afirmar que encara tenien previst tenir programació digital com E3 Coliseum.

### Cancel·lació per la pandèmia per coronavirus
Després de pandèmia per coronavirus i l'estat d'emergència declarat pel comtat de Los Angeles a principis de març de 2020, l'ESA va declarar llavors que estaven avaluant la situació, però en aquell moment encara tenien previst seguir endavant amb l'esdeveniment. L'ESA va anunciar formalment que havien cancel·lat oficialment l'esdeveniment físic l'11 de març de 2020, afirmant que "Després de les preocupacions creixents i aclaparadores sobre el virus COVID-19, vam creure que aquesta era la millor manera de procedir en una situació global sense precedents. Estem molt decebuts que no puguem celebrar aquest esdeveniment per als nostres seguidors i seguidors. Però sabem que és la decisió correcta basada en la informació que tenim avui".A més de proporcionar reembossaments íntegres als participants, l'ESA estava estudiant opcions per a les presentacions virtuals que els expositors poguessin utilitzar durant la setmana prevista com a esdeveniment alternatiu.
El 7 d'abril de 2020, l'ESA va dir a PC Gamer que havien determinat que no podrien organitzar un esdeveniment digital E3, ja que la interrupció causada per la pandèmia dificultava la reunió de l'esdeveniment. En canvi, l'ESA oferiria gestionar els anuncis de socis individuals a través del lloc web E3.

## Esdeveniments alternatius

### Microsoft
Microsoft va anunciar després de la cancel·lació de l'E3 2020 que organitzaria un esdeveniment digital per cobrir la informació que tenia previst proporcionar a l'E3, inclosos jocs i detalls sobre la quarta generació de consoles Xbox que planeja per llançar-se el 2020. A partir del maig de 2020, Microsoft va començar a organitzar esdeveniments mensuals per revelar nous jocs per a Xbox Series X i altres detalls de maquinari.
Entre els jocs que Microsoft va revelar en el seu esdeveniment del 7 de maig de 2020, destaquen:
| - The Ascent - Neon Giant (XSX) - Assassin's Creed Valhalla - Ubisoft Montreal (PC, PS4, PS5, XONE, XSX) - Bright Memory: Infinite - FYQD Studio (XSX) - Call of the Sea - Out of the Blue (PC, XONE, XSX) | - Chorus - Fishlabs (PS5, XSX) - Dirt 5 - Codemasters (PC, PS4, PS5, XONE, XSX) - Madden NFL 21 - EA Tiburon (PC, PS4, PS5, XONE, XSX) - The Medium - Bloober Team (PC, XSX) - Scarlet Nexus - Bandai Namco Studios (PC, PS4, PS5, XONE, XSX) | - Scorn - Ebb Software (PC, XSX) - Second Extinction - Systemic Reaction (PC, XONE, XSX) - Vampire: The Masquerade – Bloodlines 2 - Hardsuit Labs (PC, PS4, PS5, XONE, XSX) - Yakuza: Like a Dragon - Ryu Ga Gotoku Studio (PC, XONE, XSX) |

Microsoft va tenir un segon esdeveniment de revelació de videojocs el 23 de juliol de 2020, centrat principalment en els títols dels Xbox Game Studios. Aquests inclouen:
| - As Dusk Falls - Interior/Night (PC, XONE, XSX) - Avowed - Obsidian Entertainment (PC, XSX) - CrossfireX Campaign - Smilegate (XONE, XSX) - Destiny 2: Beyond Light - Bungie (PC, XONE, XSX) - Everwild - Rare (PC, XSX) - Fable - Playground Games (PC, XSX) - Forza Motorsport - Turn 10 Studios (PC, XSX) - Grounded - Obsidian Entertainment (PC, XONE, XSX) | - The Gunk - Image & Form (PC, XONE, XSX) - Halo: Infinite - 343 Industries (PC, XONE, XSX) - The Medium - Bloober Team (PC, XONE, XSX) - New Genesis: Phantasy Star Online - Sega (PC, XONE, XSX) - Ori and the Will of the Wisps - Moon Studios (PC, XONE, XSX) - Psychonauts 2 - Double Fine (PC, PS4, XONE, XSX) | - The Outer Worlds: Peril On Gorgon - Obsidian Entertainment (PC, PS4, XONE, XSX) - S.T.A.L.K.E.R. 2 - GSC Game World - Senua's Saga: Hellblade II - Ninja Theory - State of Decay 3 - Undead Labs (PC, XSX) - Tell Me Why - Dontnod Entertainment (PC, XONE, XSX) - Tetris Effect Connected - Monstars (PC, XONE, XSX) - Warhammer 40,000: Darktide - Fatshark (PC, XSX) |

### Sony
Sony va presentar la seva principal revelació de la consola PlayStation 5 i de nombrosos jocs en una presentació en línia l'11 de juny de 2020. Entre els jocs revelats s'inclouen:
| - Astro's Playroom - SIE Japan Studio (PS5) - Bugsnax - Young Horses (PC, PS5) - Deathloop - Arkane Studios (PC, PS5) - Una nova versió de Demon's Souls - Bluepoint Games (PS5) - Destruction AllStars - Lucid Games (PS5) - Ghostwire: Tokyo - Tango Gameworks (PC, PS5) - Godfall - Counterplay Games (PC, PS5) - Goodbye Volcano High - KO_OP (PC, PS4, PS5) - Grand Theft Auto V i Grand Theft Auto Online - Rockstar Games (PS5, XSX) | - Gran Turismo 7 - Polyphony Digital (PS5) - Hitman 3 - IO Interactive (PC, PS4, PS5, XONE, XSX) - Horizon Forbidden West - Guerrilla Games (PS5) - Jett: The Far Shore - Superbrothers (PS5) - Kena: Bridge of Spirits - Emberlab (PC, PS4, PS5) - Little Devil Inside - Neostream Interactive (PS5) - NBA 2K21 - Visual Concepts (PS5, XSX) - Oddworld: Soulstorm - Oddworld Inhabitants, Frima Studio (PC, PS4, PS5) - Pragmata - Capcom (PS5, XSX) | - Project Athia - Luminous Productions (PC, PS5) - Ratchet & Clank: Rift Apart - Insomniac Games (PS5) - Resident Evil Village - Capcom (PC, PS5, XSX) - Returnal - Housemarque (PS5) - Sackboy: A Big Adventure - Sumo Digital (PS5) - Solar Ash - Heart Machine (PC, PS5) - Spider-Man: Miles Morales - Insomniac Games (PS5) - Stray - Bluetwelve (PS5) |

### Nintendo
Nintendo tenia previst un Nintendo Direct per mostrar les seves ofertes previstes per a la resta del 2020 com a mitjà per a anuncis alternatius de l'E3. Tot i això, les complicacions relacionades amb la pandèmia van provocar l'ajornament de l'esdeveniment.

### Electronic Arts
Electronic Arts, que en general ha celebrat el seu esdeveniment paral·lel "EA Play" al costat de l'E3 en una propera localitat de Los Angeles els anys anteriors, però que no ha format part directament de l'E3, sinó que ha realitzat un aparador en línia "EA Play" el 18 de juny de 2020. Entre els anuncis de videojocs, EA va declarar el seu pla per continuar portant els seus jocs a la plataforma per a Windows Steam (a més de la seva plataforma Origin), inclòs el programa de subscripció EA Access, i amb la Nintendo Switch tenint un compromís més gran amb els videojocs multiplataforma per als seus títols. S'inclouen els títols nous o actualitzats presentats durant la presentació Apex Legends, It Takes Two, Lost in Random, Rocket Arena, i Star Wars: Squadrons, així com un nou joc previst per la sèrie Skate.

### Devolver Digital
Devolver Digital, que ja tenia previst organitzar un esdeveniment en directe a l'E3, va celebrar el seu aparador el dissabte 11 de juliol. L'aparador va continuar la narració al voltant de la fictícia cap de sinergia de la companyia, Nina Struthers, d'anys anteriors, envoltada dels diversos anuncis. Entre els anuncis inclosos:
| - Carrion - Phobia Game Studio (PC, NS, PS4) - Devolverland Expo - Flying Wild Hog (PC) - Fall Guys: Ultimate Knockout - Mediatonic (PC, PS4) | - Olija - Skeleton Crew (PC, NS) - Serious Sam 4 - Croteam (PC, PS4, XOne) - Shadow Warrior 3 - Flying Wild Hog (PC, PS4, XOne) |

### Ubisoft
Ubisoft va organitzar un esdeveniment digital "Ubisoft Forward" el 12 de juliol de 2020, anunciant diversos propers títols, inclosos:
- Assassin's Creed Valhalla (PC, PS4, PS5, XOne, XSX, Stadia)
- Far Cry 6 (PC, PS4, PS5, XOne, XSX)
- Hyper Scape (PC)
- Watch Dogs: Legion (PC, PS4, PS5, XOne, XSX)

### Limited Run Games
Limited Run Games va anunciar una presentació en línia el 8 de juny de 2020 per als seus propers jocs, però l'esdeveniment es va retardar a causa de les protestes als Estats Units de 2020.

### IGN Summer of Gaming
El lloc web de videojocs  IGN  va dur a terme una exposició "Summer of Gaming" en línia de l'11 al 13 de juny de 2020 que va incloure anuncis, tràilers de joc i entrevistes. Entre els nous jocs revelats o presentats durant aquesta exposició inclosos:
| - 13 Sentinels: Aegis Rim - Vanillaware (PS4) - Alex Kidd in Miracle World DX - Jankenteam (PC, NS, PS4, XONE) - Beyond Blue - E-Line Media (PC, PS4, XONE) - Blankos Block Party - Third Kind Games (PC) - Blue Fire - Robi Studios (NS) - Borderlands 3 - Gearbox Software (PC, PS4, XONE) - Bravery Network Online - Gloam Collective (PC) - CastleStorm 2 - Zen Studios (PC, NS, PS4, XONE) - Chivalry 2 - Torn Banner Studios (PC, PS4, PS5, XONE, XSX) - Demon Turf - Fabraz (PC, NS, XSX) - Dual Universe - Novaquark (PC) - Everspace 2 - Rockfish Games (PC) - Foreclosed - Antab Studios (PC, NS, PS4, XONE) - GTFO - 10 Chambers Collective (PC) - Guilty Gear Strive - Arc System Works (PC, PS4) | - Hardspace: Shipbreaker - Blackbird Studios (PC, PS4, XONE) - The Iron Oath - Curious Panda Games (PC) - Lucifer Within Us - Kitfox Games (PC) - Metal: Hellsinger - The Outsiders (PC, PS4, PS5, XONE, XSX) - Mortal Shell - Playstack (PC, PS4, XONE) - Nickelodeon Kart Racers 2: Grand Prix - GameMill Entertainment (NS, PS4, XONE) - Observer: System Redux - Bloober Team (PS5, XSX) - Pathfinder: Kingmaker - Owlcat Games (PC, PS4, XONE) - Phantasy Star Online 2 - Sega (PC, NS, PS4, XONE) - Ranch Simulator - Toxic Dog (PC) - The Riftbreaker - Exor Studios (PC, PS4, XONE) - Rustler (Grand Theft Horse) - Jutsu Games (PC) - Samurai Jack: Battle Through Time - Soleil (PC, NS, PS4, XONE) | - Second Extinction - Systemic Reaction (PC) - Skater XL - East Day Studios (PC, NS, PS4, XONE) - Spellbreak - Proletariat, Inc. (PC, NS, PS4, XONE) - Star Renegades - Massive Damage (PC, NS, PS4, XONE) - Stronghold: Warlords - Firefly Studios (PC) - Total War: Troy - Creative Assembly (PC) - Unto the End - 2 Ton Studios (PC, NS, PS4, XONE) - Voidtrain - Neagra (PC) - Wasteland 3 - inXile Entertainment (PC, PS4, XONE) - The Waylanders - Gato Studio (PC) - Warhammer 40,000: Mechanicus - Bulwark Studios (PC, NS, PS4, XONE) - Werewolf: The Apocalypse – Earthblood - Cyanide ((PC, PS4, XONE) - XIII Remake - Microids (PC, NS, PS4, XONE) - Yakuza: Like a Dragon - Ryu Ga Gotoku Studio (PC, XONE, XSX) |

### Guerrilla Collective Live / PC Gaming Show / Future Games Show
Diversos editors independents i més grans van presentar una sèrie de fluxos d'anuncis entre el 13 i el 15 de juny, organitzats per Greg Miller, com a part del "Guerilla Collective" en lloc de l'E3. Entre els participants hi ha Rebellion Developments, Raw Fury, Paradox Interactive, Larian Studios, Funcom, Versus Evil, ZA/UM, Coffee Stain Studios, 11 Bit Studios, i Humble Bundle.
La presentació del 13 de juny de Guerrilla Collective es va associar amb PC Gamer PC Gaming Show i GamesRadar Future Games Show per executar també el seu mostra el mateix dia. Entre les presentacions al PC Gaming Show es van incloure Epic Games Store, Frontier Developments, Intel, Perfect World Entertainment i Tripwire Interactive.
Durant els tres espectacles es van anunciar o tractar els següents jocs:
| - 30XX - Batterystaple Games (PC) - A Juggler's Tale - Kaleidoscube (PC) - Aeolis Tournament - Beyond Fun Studio (PC, NS) - Airborne Kingdom - The Wandering Band (PC) - Alaloth - Champions of The Four KingdomsGamera Interactive - (PC) - Almighty: Kill Your Gods - Runwild Entertainment (PC) - The Almost Gone - Happy Volcano (PC) - Ambition: A Minuet of Power - Joy Manufacturing Co. (PC) - Among Trees - FJRD Interactive (PC) - Anno: Mutationem - Beijing ThinkingStars Technology Development (PC) - ArcheAge - XL Games (PC) - Baldur's Gate III - Larian Studios (PC, Stadia) - Blankos: Block Party - Third Kind Games (PC) - Blightbound - Romino Games (PC) - Boyfriend Dungeon - Kitfox Games (PC) - The Cabbage Effect - Ninja Garage (PC) - Calico - CatBean Games (PC, NS, PS4, XO) - Call of the Sea - Out of the Blue (PC, PS5, XSX) - The Captain is Dead - Thunderbox Entertainment (PC) - Cardaclysm - Headup Games (PC) - Carrion - Phobia Game Studio (PC) - Cartel Tycoon - Moon Moose (PC) - Carto - Sunhead Games (PC) - Children of Morta - Dead Mage (PC, NS, XO, PS4) - Cloudpunk - Ion Lands (PC) - Colt Canyon - Retrific (PC, NS, XO) - Coreupt - Rogue Co (PC) - Cris Tales - Dreams Uncorporated (PC) - Crusader Kings 3 - Paradox Development Studio (PC) - Cyanide & Happiness – Freakpocalypse - Serenity Forge (PC, NS, PS4, XO) - Cygni: All Guns Blazing - KeelWorks (PC) - Dead Static Drive - Fanclub (PC, XO) - Disco Elysium - ZA/UM (PC, NS, XO, PS4) - Disintegration - V1 Interactive (PC, PS4, XO) - Divinity: Original Sin 2 - Larian Studios (PC, NS, PS4, XO) - Doggone - Raconteur Games (PC) - dont_forget_me - The Moon Pirates (PC) - Doors of Insanity - OneShark (PC) - Drake Hollow - The Molasses Flood (PC, XO) - Dreamscaper - Afterburner Studios (PC) - The Dungeon Of Naheulbeuk: The Amulet Of Chaos - Artefacts Studio (PC) - Dustborn - Red Thread Games (PC) - Dwarf Fortress - Bay 12 Games/Kitfox Games (PC) - Dwarfheim - Pineleaf Studios (PC) - Edo No Yami - roglobytes Games (PC, NS, PS4, XO) - El Hijo: A Wild West Tale - Honig Studios (PC, NS, PS4, XO) - Eldest Souls - Fallen Flag Studios (PC, NS) - Elite Dangerous - Frontier Developments (PC, PS4, XO) - Empire of Sin - Romero Games (PC) - Escape from Tarkov - Battlestate Games (PC) - The Eternal Cylinder - ACE Team (PC, PS4, XO) - Evan's Remains - Whitehorn Digital (PC, NS, PS4, XO) - Everspace 2 - Rockfish Games (PC) - Evil Genius 2 - Rebellion Developments (PC) - Exo One - Exbleative (PC) - Fae Tactics - Endlessfluff Games (PC) - The Falconeer - Tomas Sela (PC, XO) - Fall Guys: Ultimate Knockout - Mediatonic (PC) - Fights in Tight Spaces - Ground Shatter (PC) | - Floppy Knights - Rose City Games (PC) - The Forgotten City - Modern Storyteller (PC, XO) - Frostpunk - 11 Bit Studios (PC, XO, PS4) - Genesis Noir - Feral Cat Den (PC) - Gestalt: Steam and Cinder - Metamorphosis Games (PC) - Get to the Orange Door - Headup Games (PC, XO) - Ghostrunner - One More Level (PC, NS, PS4, XO) - Gloomwood - New Blood Interactive (PC) - Godfall - Counterpoint Games (PC, PS5) - Gonner2 - Art in Heart (PC) - Gori: Cuddly Carnage - Angry Demon Studio (PC) - Hammerting - Team 17 (PC) - Story of Seasons: Friends of Mineral Town - Marvelous Interactive (PC, NS) - Haven - The Game Bakers (PC) - Hotshot Racing - Lucky Mountain Games (PC) - Humankind - Amplitude Studios (PC) - Hundred Days - Broken Arms Games (PC, NS) - Icarus - RocketWerks (PC) - Ikenfell - Chevy Rey (PC) - In Sound Mind - We Create Stuff (PC) - Inkulinati - Yaza Games (PC) - Jay and Silent Bob Chronic Blunt Punch - Interabang Entertainment (PC) - Just Die Already - DoubleMoose (PC) - Kena: Bridge of Spirits - Emberlab (PC, PS4, PS5) - Lake - Gamious (PC) - The Last Campfire - Hello Games (PC, PS4, XO) - Last Oasis - Donkey Crew (PC) - Later Daters - Bloom Digital Media (PC, NS) - Liberated - Atomic Wolf (PC) - Lord Winklebottom Investigates - Cave Monsters (PC) - Lost at Sea - Studio Fizbin (PC) - Mafia: Definitive Edition - Hanger 13 (PC, PS4, XO) - Maid of Sker - Wales Interactive (PC, NS, PS4, XO) - Main Assembly - Bad Yolk Games (PC) - Metal: Hellsinger - The Outsiders (PC, PS4, PS5, XO, XSX) - Midnight Ghost Hunt - Vaulted Sky Games (PC) - Minute of Islands - Studio Fizbin (PC, NS, PS4, XO) - Morbid: The Seven Acolytes - Still Running (PC) - Mortal Shell - Cold Symmetry (PC, PS4, XO) - Neon Abyss - Team 17 (PC, NS, PS4, XO) - New World - Amazon Game Studios Orange County (PC) - Night Call - Monkey Moon (PC, NS, XO) - No Place for Bravery - Glitch Factory (PC) - No Straight Roads - Sold-Out Software (PC, NS, PS4, XO) - Nuts - Noodlecake (PC, iOS) - One Step from Eden - Thomas Moon Kang (PC) - Ooblets - Glumberland (PC) - Operation Tango - Clever Plays (PC) - Outbuddies DX - Headup Games (PC, NS, XO) - The Outlast Trials - Red Barrels (PC) - Outriders - People Can Fly (PC, PS4, PS5, XO, XSX) - Paradise Killer - Fellow Traveller (PC) - Paradise Killer - Kaizen Game Works (PC) - Paradise Lost - PolyAmorous (PC) - Per Aspera - Tlön Industries (PC) - Persona 4 Golden - Atlus (PC, PSV) - Popup Dungeon - Triple.B.Titles (PC) - Potionomics - Voracious Games (PC) - Princess Farmer - Samboee Games (PC) | - Prison Architect - Double Eleven (PC) - Prodeus - Bounding Box Software (PC) - Project Wingman - Sector D2 (PC) - Pull Stay - Nito Souji (PC) - Pushy and Pully in Blockland - Resistance Studio (PC, NS, PS4, XO) - Quantum Error - Big Panther Media (PC, PS5) - Raji: An Ancient Epic - Nodding Heads Games (PC) - Read Only Memories: Neurodiver - Midboss (PC) - Red Sails - Red Sails Team (PC) - Remnant: From the Ashes - Gunfire Games (PC, PS4, XO) - Remothered: Broken Porcelain - Stormind Games (PC, NS, PS4, XO) - Rigid Force: Redux - Headup Games (PC, NS, XO) - Ring of Pain - Simon Boxer (PC) - Rogue Company - First Watch Games (PC, NS, PS4, XO) - Röki - Polygon Treehouse (PC) - ScourgeBringer - Flying Oak Games (PC, NS, PS4, XO) - Serial Cleaners - Draw Distance (PC) - Shadow Man Remastered - Nightdive Studios (PC, NS, PS4, XO) - Shadows of Doubt - ColePowered Games (PC) - Sherlock Holmes: Chapter One - Frogwares (PC) - Skate Story - Sam Eng (PC) - SkateBird - Glass Bottom Games (PC, XO) - Skater XL - Easy Day Studios (PC, NS, PS4, XO) - Skeleton Crew - Cinder Cone (PC) - Slay the Spire - Megacrit (PC, NS, PS4, XO, iOS) - Smite - Titan Forge Games (PC, NS, PS4, XO) - Source of Madness - Carry Castle (PC, NS) - Space Crew - Curve Digital (PC, NS, PS4, XO) - Speed Limit - Gamechuck (PC) - Spellbreak - Proletariat, Inc. (PC, XO) - Stage Hands! - suchagamestudio (PC) - Star Renegades - Massive Damage (PC, NS, PS4, XO) - Summer in Mara - Chibig (PC, NS, PS4) - Surviving the Aftermath - Haemimont Games (PC) - Suzerain - Torpor Games (PC) - Swimsanity! - Decoy Games (PC) - System Shock Remake - Nightdive Studios (PC) - Torchlight 3 - Echtra Inc. (PC) - Trash Sailors - fluckyMachine (PC, NS) - Twin Mirror - Dontnod Entertainment (PC) - Ultrakill - New Blood Interactive (PC) - Unbound World Apart - Alien Pixel Studios (PC) - UnDungeon - Laughing Machines (PC) - Unexplored 2: The Wayfarer's Legacy - Ludomotion (PC) - Unfortunate Spacemen - New Blood Interactive (PC) - Uragun - Kool2Play (PC) - Valheim - Iron Gate AB (PC) - Vampire: The Masquerade – Bloodlines 2 - Hardsuit Labs (PC, PS4, PS5, XO, XSX) - Vigil: The Longest Night - Glass Heart Games (PC, NS, PS4, XO) - Waking - tinyBuild (PC, XO) - Wasteland 3 - InXile Entertainment (PC, PS4, XO) - Wave Break - Funktronic Labs (PC) - Weird West - WolfEye Studios (PC) - Welcome to Elk - Triple Topping (PC, XO) - Werewolf: The Apocalypse — Heart of the Forest - Different Tales (PC) - West of Dead - Upstream Arcade (PC) - Windjammers 2 - Dotemu (PC, NS, Stadia) - Wolfstride - OTA IMON Studios (PC, NS, PS4, XO) |

### Summer Game Fest
El periodista de jocs Geoff Keighley va acordar amb nombrosos desenvolupadors per organitzar un Summer Game Fest de quatre mesos de maig a agost de 2020, ajudant a desenvolupadors i editors a organitzar reproduccions en directe i altres esdeveniments en lloc de cancel·lar E3 i Gamescom. Juntament amb el Summer Game Fest, Keighley va promocionar el tercer Festival de jocs de vapor, després de The Game Awards 2019 i del 2020 anteriorment cancel·lat Game Developers Conference, que va durar del 16 al 22 de juny del 2020. Més de 900 jocs tenien demostracions disponibles a Steam perquè els jugadors ho provessin, juntament amb una llista d'entrevistes amb desenvolupadors durant tot el període. Un esdeveniment similar per als videojocs de Xbox One es va produir del 21 al 27 de juliol de 2020 en el marc del Summer Game Fest.
Entre els jocs i altres anuncis realitzats durant el Summer Game Fest s'inclouen:
- Tony Hawk's Pro Skater 1 + 2, una versió remasteritzada de Tony Hawk's Pro Skater i la seva seqüela per a sistemes moderns.[43]
- Unreal Engine 5, la propera iteració del motor de joc de Epic Games es llançarà a mitjans del 2021.[44]
- Star Wars: Squadrons, un nou joc de Motive Studios i Electronic Arts amb combats de jocs en equip mitjançant la nau espacial de l'univers Star Wars com la X-wing i TIE fighter.[45]
- Crash Bandicoot 4: It's About Time, una seqüela de la trilogia original dels videojocs de Crash Bandicoota la PlayStation original, desenvolupat per Toys for Bob i Activision.[46]
- Llançament de Cuphead per a PlayStation 4.[47]

### New Game+ Expo
Una presentació de videojocs en línia que va ser organitzada per Suda51 i Sean Chiplock que va mostrar molts videojocs propers per a la resta del 2020 i principis del 2021.
Els videojocs que es van anunciar durant la presentació van ser:
| - 13 Sentinels: Aegis Rim - ATLUS (PS4) - Billion Road - BANDAI NAMCO Entertainment Inc. (NS, Steam) - Bloodstained: Curse of the Moon 2 - INTI CREATES CO., LTD. (PS4, XO, NS, Steam) - Bright Memory: Infinite - FYQD Studio (PC, XSX) - Café Enchanté - Idea Factory (NS) - Cat Girl Without Salad: Amuse-Bouche - WayForward (NS) - Catherine: Full Body - ATLUS (NS) - Collar X Malice - Idea Factory (NS) - Collar X Malice Unlimited - Idea Factory (NS) - Cosmic Defenders - Fiery Squirrel (NS) - Danganronpa: Trigger Happy Havoc Anniversary Edition - Toydea Inc., Spike Chunsoft (iOS, Android) - Death end re;Quest 2 - Idea Factory, Compile Heart (PS4, Steam) - Evolutis - Poke Life Studio (PC) - Fairy Tail - GUST (PS4, NS, Steam) | - Fallen Legion Revenants - YummyYummyTummy, Inc. (PS4, NS) - Fight Crab - Nussoft (NS, Steam) - Giraffe and Annika - atelier mimina (PS4, NS) - Guilty Gear Strive - Arc System Works Co., Ltd. (PS4) - Idol Manager - GlitchPitch (PC) - Legends of Ethernal - Lucid Dreams Studio (PC, PS4, XO, NS, Steam) - Mad Rat Dead - Nippon Ichi Software (PS4, NS) - Mighty Switch Force! Collection - WayForward (PC, PS4, XO, NS) - NEOGEO Pocket Color Selection - Code Mystics (NS) - Neptunia Virtual Stars - Idea Factory, Compile Heart (PS4) - Piofiore: Fated Memories - Idea Factory (NS) - Pretty Princess Party - Nippon Columbia (NS) - Prinny 1•2: Exploded and Reloaded - Nippon Ichi Software (NS) - Re:ZERO - Starting Life in Another World: The Prophecy of the Throne - Chime Corporation (PS4, NS, Steam) | - Robotics;Notes Double Pack - MAGES. Inc. (PS4, NS, Steam) - Samurai Shodown Season Pass 2 - SNK CORPORATION (PC, PS4, XO, NS, Stadia) - Samurai Shodown NEOGEO Collection - Digital Eclipse (PC, PS4, XO, NS, Steam) - Shiren the Wanderer: The Tower of Fortune and the Dice of Fate - Spike Chunsoft (NS, Steam) - Tasogare ni Nemuru Machi - Orbital Express (PC) - Tin & Kuna - Black River Studios (PS4, XO, NS, Steam) - The Legend of Heroes: Trails of Cold Steel III - Nihon Falcom Corporation (NS) - The Legend of Heroes: Trails of Cold Steel IV - Nihon Falcom Corporation (PC, PS4, NS) - Vitamin Connection - WayForward (NS) - void tRrLM(); //Void Terrarium - Nippon Ichi Software (PS4, NS) - Volta-X - GungHo America (NS) - Ys IX: Monstrum Nox - Nihon Falcom Corporation (PC, PS4, NS) |